# Hemithrinax compacta
Hemithrinax compacta là loài thực vật có hoa thuộc họ Arecaceae. Loài này được (Griseb. & H.Wendl.) M.Gómez mô tả khoa học đầu tiên năm 1893.